# Atractotomus jalisco
Atractotomus jalisco är en insektsart som beskrevs av Stonedahl 1990. Atractotomus jalisco ingår i släktet Atractotomus och familjen ängsskinnbaggar. Inga underarter finns listade i Catalogue of Life.